# Loena 18
Loena 18 of Loenik 18 (Russisch: Луна-18) was een onbemand ruimtevaartuig van de Sovjet-Unie en maakte deel uit van het Loenaprogramma.
Loena 18 werd 2 september 1971 in een parkeerbaan rond de Aarde gebracht en vandaar naar de Maan geschoten. Op 7 september 1971 kwam Loena 18 in een baan rond de Maan. Het ruimtescheepje voltooide 54 ronden rond de Maan en communiceerde 85 maal met de Aarde voordat het de opdracht kreeg door ontsteking van de remraketten af te dalen naar het Maanoppervlak. Het werd een harde landing, op 3°34' NB; 56° 30' OL, in een ruw bergachtig terrein en bij de inslag viel de communicatie weg.
Deze vlucht was de zevende Sovjetpoging om aan een grondmonster van de Maan te komen en de eerste poging sinds het succes van Loena 16. Na twee koerscorrecties op 4 en 6 september 1971 kwam Loena 18 op 7 september in de gewenste cirkelvormige baan op een hoogte van 100 km met een inclinatie van 35 graden. Na nog enkele baancorrecties begon het vaartuig op 11 september zijn afdaling naar het maanoppervlak. Men verloor plotseling het contact om 7:48 uur op het punt waar men had willen landen. De inslag vond plaats op 56°34'NB en 56°30' OL bij de rand van Mare Fecunditatis.
Officieel werd bekendgemaakt, dat de bergen ongunstig zijn om maanlandingen te laten uitvoeren.
In 1975 werden gegevens gepubliceerd van de radio-hoogtemeter.